# ジュリアン・ベイカー
ジュリアン・ローズ・ベイカー(Julien Rose Baker、1995年9月29日 - )は、アメリカの歌手であり、マルチ・インストゥルメンタリストである。彼女の音楽は、スピリチュアリティ、依存症、精神疾患、人間性などの問題と向き合うものが多く、広く高い評価を受けている。ソロ活動に加えて、フィービー・ブリジャーズやLucy Dacusらと共にBoygeniusのメンバーとしても知られている。

## 略歴
ベイカーはテネシー州・ジャーマンタウンで1995年9月29日生まれ、その後、同州のバートレットで育った。ベイカーは父親のギターを使ってギター演奏を学んだ。その後、テネシー州アーリントンにあるアーリントン高校とミドルテネシー州立大学 に通い、大学ではオーディオ工学と文学を専攻していたが、音楽活動に専念するため、大学を離れた。その後、学位取得のために2019年の秋にキャンパスに戻っている。

## 音楽性

### スタイル
ベイカーは、深く個人的で告白的なソングライティングで広く知られており、彼女の音楽は、インディーロック、インディーフォーク、オルタナティヴ、エモなどのあらゆるミックスに分類される。2015年のデビュー作『Sprained Ankle』では、彼女の声とギターのみをフィーチャーした「儚く、優しい」アレンジが施されており、ステージでは彼女一人でループペダルを活用したパフォーマンスを行うことが多い。2017年の『Turn Out the Lights』では、「オルガンや洞窟のようなサウンドのプロダクション」に加えて、時折バイオリンが加わり、彼女の正直な歌詞のスタイルを発展させている 。
ベイカーの作品には宗教的なテーマが盛り込まれており、身体的なイメージが強調されていることが多い。希望、贖罪、愛、依存症、恥、自己嫌悪、神への直訴など、すべてのモチーフが彼女の作品の中で際立っている。
2021年にリリースされた「Little Oblivions」では、ベイカーはよりフルバンドのサウンドを試してみたいと考えていたが、これまでのスタイルに固執する自分の期待に限界を感じていたとコメントしている。このアルバムには、ドラム、ベース、キーボード、マンドリン、バンジョーが新たにフィーチャーされており、レコーディングではすべてベイカーが演奏している。

### キャリア
2010年にベイカーは、「The Star Killers」を共同で結成。このバンドは後に、「Forrister」へと改名している。大学に入学した年から彼女は作曲を開始、しばしば深夜まで大学の練習室で曲作りをしていた。彼女は友人のMichael Hegnerと一緒にSpacebomb StudiosでEPをレコーディング、2014年冬にBandcampでセルフリリースした。この EPは2015年10月に初のアルバムSprained Ankleとなった。ファーストアルバム「Sprained Ankle」は多くの2015年のベスト楽曲リストでトップに立ち、大きな成功を収めた。これはThe New YorkerやThe New York Timesで特集が組まれるきっかけとなった。

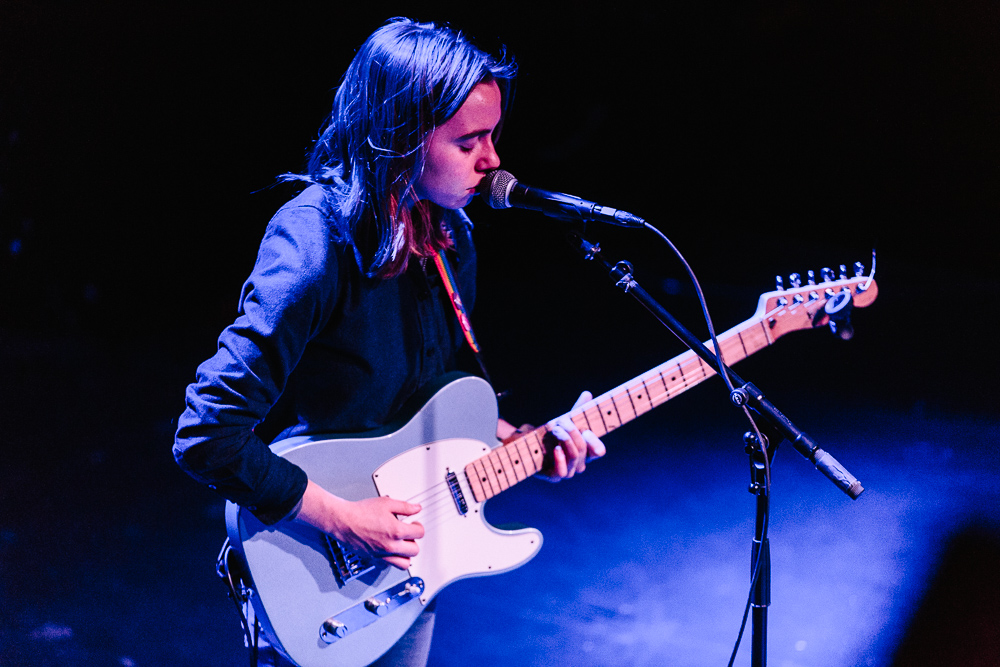
2016年にニューヨークのラフトレードで演奏するベイカー

2016年3月7日、ベイカーはNPR Music Tiny Desk Concertに出演。そのセットの中で彼女は、新曲 "Sad Song #11 "に言及したが、これは後に「Funeral Pyre」と改題され、シングルとしてリリースされた。このシングルのB面には「Distant Solar Systems」が収録されている。ベイカーは2016年12月1日にリリースされたPunk Talksの冬のコンピレーション『Jingle Yay』に楽曲「Decorated Lawns」を寄せている。
ベイカーは、デス・キャブ・フォー・キューティー、コナー・オーベスト、12月主義者、ベル・アンド・セバスチャン、パラモア、フロントボトム、マンチェスター・オーケストラなどのアーティストのオープニングアクトを務めてきた。2017年に彼女はマタドール・レコードと契約。「Funeral Pyre」と「Distant Solar Systems」を収録した7インチ・シングルをリリースした。エンジニア兼プロデューサーのCalvin Lauberがテネシー州のArdent StudiosでレコーディングしたLP「Turn Out the Lights」は、アメリカのロックバンド「Sororority Noise」のメンバーであるCameron Boucherの協力を得て、2017年10月27日にリリースされた。2017年10月28日、ベイカーはアメリカの朝の情報番組CBSディスモーニングに出演、全国放送デビューを果たし、2018年1月3日には、ザ・レイト・ショー・ウィズ・スティーヴン・コルベアに出演、レイトショーデビューを果たした。
2018年、ベイカーは以前に共にツアーを行ったフィービー・ブリジャーズ（Phoebe Bridgers）ルーシー・ダカス（Lucy Dacus）と共に、スーパーグループBoygeniusを結成。同グループは同年8月に3曲をリリースし、その後EPのリリースとそれに伴うツアーを行う事を発表した。2018年10月26日にセルフタイトルのEP「Boygenius」をリリースした。
2019年、ベイカーは2枚の7インチ・シングルを出した。6月に発売された1枚目には「Red Door」と「Conversation Piece」、10月に発売された2枚目には「Sub Pop」のシングルシリーズとして「Tokyo」と「Sucker Punch」という曲が収録された。4曲とも、彼女のこれまでの作品よりもややプロデュースされたサウンドで、非常に好意的に受け止められた。
2020年、ベイカーはBoygeniusのメンバーであるブリジャーズとダカスと一緒に、Hayley Williamsのデビューアルバム『Petals for Armor』のリリースに先駆けて、Hayley Williamsの曲「Roses/Lotus/Violet/Iris」のバックグラウンド・ボーカルをレコーディングした。
2020年10月21日、ベイカーは3枚目のスタジオ・アルバム『Little Oblivions』を発表し、リード・シングル「Faith Healer」と詩人のハニフ・アブドゥラキブによるエッセイを添えた。『Little Oblivions』は2021年2月26日に発売され、追加シングル 「Hardline 」と「Favor 」が先行してリリースされた。この作品は主に2019年の間に書かれたもので、ベイカーにとっては、さまざまなツアー日程をキャンセルしなければならず、ソブライエティやメンタルヘルスに悩まされ、最終的には学校に戻ってMTSUで学位を取得するなど、困難で形成的な年となった。1月には、「The Late Show with Stephen Colbert」に出演し、「Faith Healer」を披露した。

## 私生活
ベイカーはレズビアンであり、体系化されたキリスト教との軋轢を経験したことが、彼女の作品の多くに反映されている 。彼女は以前、自分をキリスト教社会主義者と呼んでいたが、キャリアの初期に「sober（禁酒している、薬物を断っている）なクィア・クリスチャン」というレッテルを貼られ続けたことで、自分のアイデンティティーの理解を損ない、人生の基礎となる多くの側面を疑問視し、見直すことになったと語っている   。その後、彼女は信仰との関係が刻々と変化していることを語り、もはや自分の信念に厳格なレッテルを貼ることに興味はなく、自分が育った環境よりも二項対立的でない世界観を取り入れようとしており、そのことを「自由」と呼んでいる  。
彼女の音楽には、中毒やソブラエティについての率直な探求がしばしば登場し、薬物乱用や精神疾患の経験についても率直に語っている  。
ベイカーは文学に造詣が深く、「学校が大好き」と語っている 。文芸誌にエッセイを寄稿したり、哲学、歴史、神学、さらには学問を続けたい、教師になりたいという希望を楽しそうに語ることで知られている 。インタビューでは、彼女の親切で遊び心のある性格と南部の礼儀正しさは、彼女が音楽で追求するテーマの重さとは対照的であるとよく言われている 。

## ディスコグラフィー

### ソロ

#### スタジオアルバム
- Sprained Ankle （2015）
- Turn Out the Lights （2017）
- Little Oblivions（2021）

#### ライブアルバム
- Audiotree Live （2016、 Audiotree ）[52]

#### シングル
- 「Funeral Pyre」（2017年1月6日）[25]
- 「Distant Solar System」（2017年3月17日）
- 「Red Door / Conversation Piece」（2019年6月13日）[53]
- 「Tokyo」（2019年10月11日）

### Boygenius

#### EP
- Boygenius （2018）

#### コラボレーション
- 「Roses/Lotus/Violet/Iris 」（2020年3月19日）[54]

## 日本公演
- 2018年1月26日渋谷WWW[55]、1月28日大阪CONPASS[56]。メンバーはジュリアン・ベイカー（ボーカル、ギター、キーボード）とカミーユ・フォークナー（Camille Faulkner: バイオリン）
- 2019年2月9日ビルボード東京[57]。メンバーはジュリアン・ベイカー（ボーカル、ギター、ピアノ）とアイシャ・バーンズ(Aisha Burns: バイオリン、ギター。